# Élections législatives de 1924 en Charente-Inférieure
Les élections législatives de 1924 ont eu lieu le 11 mai 1924.

## Élus
|   | Député sortant              |  | Groupe parlementaire                 | Député élu        |                 | Groupe parlementaire                      |
| - | --------------------------- |  | ------------------------------------ | ----------------- | --------------- | ----------------------------------------- |
| 1 | Jules Bertrand              |  | Entente républicaine et démocratique | André Hesse       |                 | Républicain radical et radical-socialiste |
| 2 | Gaston Le Provost de Launay |  | Action républicaine et sociale       | William Bertrand  |                 | Républicain radical et radical-socialiste |
| 3 | Pierre Taittinger           |  | Action républicaine et sociale       | Édouard Pouzet    |                 | Parti socialiste                          |
| 4 | Clément Villeneau           |  | Action républicaine et sociale       | Théophile Longuet |                 | Républicain radical et radical-socialiste |
| 5 | Pierre Voyer                |  | Action républicaine et sociale       | James Sclafer     |                 | Républicain radical et radical-socialiste |
| 6 | Jean-Octave Lauraine        |  | Gauche républicaine et démocratique  | Maurice Palmade   |                 | Républicain radical et radical-socialiste |
| 7 | Ernest Albert-Favre         |  | Gauche républicaine et démocratique  | Siège supprimée   | Siège supprimée | Siège supprimée                           |

## Résultats à l'échelle du département

### Par listes
| Listes         | Listes                                 | Premier tour | Premier tour | Sièges |
| Listes         | Listes                                 | Voix         | %            | Sièges |
| -------------- | -------------------------------------- | ------------ | ------------ | ------ |
|                | Liste républicaine d'Union des gauches | 58 998       | 57,90        | 6      |
|                | Liste d'Union républicaine nationale   | 37 844       | 37,14        | 0      |
|                | Liste du Bloc ouvrier-paysan           | 3 830        | 3,76         | 0      |
|                |                                        |              |              |        |
| Inscrits       | Inscrits                               | 128 154      | 100,00       | 6      |
| Votants        | Votants                                | 103 627      | 80,86        |        |
| Abstention     | Abstention                             | 24 527       | 19,14        |        |
| Blancs et nuls | Blancs et nuls                         | 1 728        | 1,67         |        |
| Exprimés       | Exprimés                               | 101 899      | 98,33        |        |

### Par candidats
| Candidat       | Candidat                    | Tendance       | Voix    | %      |
| -------------- | --------------------------- | -------------- | ------- | ------ |
|                | André Hesse                 | PRRRS          | 59 207  | 58,10  |
|                | William Bertrand            | PRRRS          | 59 023  | 57,92  |
|                | Édouard Pouzet              | SFIO           | 58 058  | 56,98  |
|                | Théophile Longuet           | PRRRS          | 59 054  | 57,95  |
|                | James Sclafer               | PRRRS          | 59 146  | 58,04  |
|                | Maurice Palmade             | PRRRS          | 59 443  | 58,34  |
|                |                             |                |         |        |
|                | Jules Bertrand              | FR             | 37 696  | 36,99  |
|                | Clément Villeneau           | FR             | 38 464  | 37,75  |
|                | Pierre Voyer                | FR             | 37 529  | 36,83  |
|                | Gaston Le Provost de Launay | FR             | 37 593  | 36,89  |
|                | Nicolle                     | FR             | 38 086  | 37,38  |
|                | Sorin                       | FR             | 37 996  | 37,29  |
|                |                             |                |         |        |
|                | Eliacin Bouet               | PC-SFIC        | 3 914   | 3,84   |
|                | Brillouet                   | PC-SFIC        | 3 821   | 3,75   |
|                | Doublet                     | PC-SFIC        | 3 872   | 3,80   |
|                | Geoffroy                    | PC-SFIC        | 3 813   | 3,74   |
|                | Godonet-Lassare             | PC-SFIC        | 3 763   | 3,69   |
|                | Soullard                    | PC-SFIC        | 3 797   | 3,73   |
|                |                             |                |         |        |
| Inscrits       | Inscrits                    | Inscrits       | 128 154 | 100,00 |
| Votants        | Votants                     | Votants        | 103 627 | 80,86  |
| Abstentions    | Abstentions                 | Abstentions    | 24 527  | 19,14  |
| Blancs et nuls | Blancs et nuls              | Blancs et nuls | 1 728   | 1,67   |
| Exprimés       | Exprimés                    | Exprimés       | 101 899 | 98,33  |